# 坪井香譲
坪井香譲（つぼい かじょう、1939年10月1日–）は、身体技法研究家、武道家。早稲田大学文学部（心理学専修）卒業。本名は坪井繁幸（つぼい しげゆき）。大分県出身。

## 略歴
少年時代から弓道、瞑想に触れる一方、文学への関心も高く、ロマン・ロラン著『ジャン・クリストフ』読後に一種の脱自的体験をする。大学時代にはユング心理学を研究し、植芝盛平の武のヴィジョンに惹かれ、合気道本部道場に入門。以後、瞑想家・詩人のナーラーヤン内垣、合気道の山口清吾、仏教学の玉城康四郎、新体道の青木宏之、中国武術家の松田隆智、彫刻家の小野田宇花、書画家で武術家の住吉明治らに出会う。
身心技の奥深さや創造性を身体実践と思想の両面から探求するにつれ、芸術表現、スポーツ、職人の技、健康法、瞑想、武術、哲学にまで共通する法則として〈身体の文法〉を発想するに至る。1970年代末から雑誌『遊』（工作舎、編集長・松岡正剛）に連載の「身体気流学」などで発表を始める。そして、ヴィジョン体験を経て身体技法・∞気流法を創唱し、さらにその武術的側面を「やわらげの武」として展開し、国内外で講習会を開催している。
気流法の会・代表、「やわらげの武」創始師範。
人体科学会学術会員。相模女子大学非常勤講師（2003年 - 2006年）。朝日カルチャーセンター定期講座講師（2006年 - ）。

## 海外での活動
1985年に国際演劇研究センター（ピーター・ブルック主宰）の笈田ヨシ（俳優・演出家）の招聘によりパリで講習会を開催。以後、フランス、ドイツ、オーストラリアの各地でセミナー、武道道場などでの講習を重ね、∞気流法の外国人指導者も養成する。
また、フランスではボディアート国際シンポジウム「オートルパ」（後援ユネスコ）、IFDEM（仏国立舞踊教師養成機関-文化省所轄-）、パリ新大学、オーストラリアではキャンベラ近郊での芸術祭「ウィリーワ祭」などに招聘されている。

## 著書
単著
- 『極意』潮文社　1973年
- 『あうんの呼吸はツーカーの原理』山手書房　1977年
- 『黄金の瞑想』潮文社　1980年
- 『メビウス身体気流法』平河出版社　1985年
- 『気の身体術』工作舎　1994年
- 『創造する知・武道』BABジャパン出版局　2001年
- 『呼吸する身体－武術と芸術を結ぶ』新泉社　2019年

共著
- 荒俣宏・鎌田東二『神秘学カタログ』河出書房新社　1987年
- 松田隆智対談集『魂の芸術－武術から宇宙へ』福昌堂　1997年
- 人体科学会編『科学とスピリチュアリティの時代』ビイング・ネット・プレス　2005年